# Авуз-Кирк Джамісі
Авуз-Кирк Джамісі (крим. Avuz Qırq Camisi) — мечеть у селі Авуз-Кирк (Медведівка) Джанкойського району Автономної Республіки Крим.